# Carl Quicklund
Carl Quicklund, född 28 januari 1992, är en svensk före detta längdskidåkare som tävlade på världscupsnivå och för Östersunds SK. Quicklund ingick i Svenska Skidförbundets utvecklingslandslag. Hans bästa resultat i världscupsammanhang var en 15:e plats från sprinten i Otepää. Quicklund åkte VM Falun där han blev 17:e och 23:a.
I januari 2017 meddelade han att han avslutar karriären.

### Fotnoter
1. ↑  ”Svenska VM-åkaren slutar som 24-åring” (på svenska). Sportbladet. 20 januari 2017. https://www.aftonbladet.se/sportbladet/a/3GegX/svenska-vm-akaren-slutar-som-24-aring. Läst 10 mars 2019.